# Halimedaceae
Halimedaceae porodica zelenih algi iz reda Bryopsidales, dio razreda Ulvophyceae. Jedina je u vlastitom podredu  Halimedineae. Sastoji se od 37 porodica.

## Tribusi, rodovi i broj vrsta
1. Abacella Maslov 2
2. Alpinocodium Senowbari-Daryan & Zamparelli 1
3. Ampullipora Shuysky 1
4. Boodleopsis A.Gepp & E.S.Gepp 9
5. Botryodesmis Kraft 1
6. Calabricodium Senowbari-Daryan & Zamparelli 1
7. Callipsygma J.Agardh 2
8. Chlorodesmis Harvey & Bailey 11
9. Collarecodium Brandner & Resch 3
10. Flabellia Reichenbach 1
11. Funiculus Shuysky & Schirschova 1
12. Halimeda J.V.Lamouroux 49
13. Johnson-sea-linkia N.J.Eisman & S.A.Earle 1
14. Kraftalia Lagourgue & Payri 4
15. Lancicula Maslov 2
16. Litanaella Shuysky & Schirschova 1
17. Litanaia Maslov 6
18. Madonicodium Senowbari-Daryan & Zamparelli 1
19. Penicillus Lamarck 8
20. Poropsis Kützing 1
21. Praelitanaia Shuysky 2
22. Pseudochlorodesmis Børgesen 4
23. Pseudocodium Weber Bosse 6
24. Pseudopenicillus O.Dragastan & al. 1
25. Rhipidosiphon Montagne 3
26. Rhipilia Kützing 10
27. Rhipiliella Kraft 1
28. Rhipiliopsis A.Gepp & E.S.Gepp 16
29. Rhipiliospina Lagourgu & Payri 1
30. Rhipocephalus Kützing 2
31. Semilancicula Shuysky 1
32. Siphonogramen I.A.Abbott & Huisman 2
33. Tuxekanella Riding & Soja 1
34. Tydemania Weber Bosse 2
35. Udotea J.V.Lamouroux 35
36. Vitinella Molinari & Sánchez Ocharan 1
37. Voycarella Schirschova & Shuysky 3

### Tribusi
1. Halimedeae Link 49
2. Pseudocodieae Cremen & al. 6
3. Rhipileae Dragastan & al. 27
4. Rhipiliopsideae Cremen & al. 19
5. Udoteae Konishi, 92